# Kenpei to Barabara Shibijin
Kenpei to Barabara Shibijin (憲兵とバラバラ死美人) é um filme de terror japonês em preto e branco dirigido por Kyotaro Namiki e escrito por Akira Sugimoto.

## Elenco
- Shōji Nakayama
- Kazuko Wakasugi
- Shigeru Amachi

## Legado
O filme é mais conhecido por ter inspirado Shigesato Itoi, o criador da série de videogames Mother (conhecida no ocidente como EarthBound) a criar o personagem Giygas, após o mesmo ter sofrido um evento traumático em que entrou na sessão de cinema errado e confundiu uma cena de assassinato do filme com uma cena de estupro.